# Бојни крсташ Рипалс
Бојни крсташ Рипалс (енгл. HMS Repulse) био је британски ратни брод из Првог светског рата. Потопљен је у бици код Куантана 1941.

## Карактеристике
Рипалс је био бојни крсташ класе Риноун (енгл. Renown-class battlecruiser), поринут 1917. заједно са другим бродом ове класе, бојним крсташем Риноун (енгл. HMS Renown). Оба брода имали су депласман од 32.000 т, димензија 242x31.1x9.6 mм. Парне турбине снаге 120.000 КС давале су брзину од 31.5 чворова. Били су наоружани са 6 далекометних топова калибра 381 мм у двоцевним топовским кулама, помоћном артиљеријом од 20 топова од 102 мм и 4 од 47 мм, и 8 надводних торпедних цеви. Били су заштићени оклопним појасом дебљине до 229 мм, топовске куле имале су оклоп до 279 мм, а оклопна палуба до 76 мм. Посада је вројала 1.200 људи.
Пред Други светски рат бојни крсташи су реконструисани, са појачањем оклопне и подводне заштите, и опремљени модерним уређајем за управљање ватром, хидроавионима на катапултима и јачом противавионском артиљеријом. Овим су се бојни крсташи у погледу наоружања и заштите приближили бојним бродовима.